# Forêt ancienne du Lac-Écureuil
La forêt ancienne du Lac-Écureuil est un écosystème forestier exceptionnel situé à La Tuque (Québec) à 40 km au nord du noyau urbain. Cette aire protégée de 28 ha protège une pinède blanche à sapin âgée de plus de 210 ans.

## Géographie
La forêt ancienne du Lac-Écureuil est située à 45 km au nord de La Tuque. La superficie de la forêt est de 32,6 ha. La forêt comprend le versant ouest d'une colline et le sommet de la colline voisine. Le till y est peu épais et le drainage est bon.

## Flore
La forêt ancienne du Lac-Écureuil a été mise en place par un feu de forêt ayant eu lieu vers 1800. Elle n'a depuis connu aucune autre perturbation naturelle ou anthropique, ce qui a permis aux arbres d’atteindre une dimension respectable. La cime des arbres culmine à 30 m de hauteur et les troncs atteignent régulièrement 80 cm de diamètre. Certains pins dépassent même les 35 m de hauteur. La forêt est dominée par des pin blanc ayant une structure équienne qui ont tous 210 ans, l'âge du dernier feu de forêt. Sous les pins blancs on retrouve majoritairement le sapin baumier, mais on y voit aussi l'épinette rouge, l'épinette noire, épinette blanche, le bouleau jaune et l'érable de Pennsylvanie. En l'absence de perturbation, cette forêt évoluera lentement vers une sapinière à épinette rouge.
La strate arbustive est peu dense. On y retrouve le sapin baumier, le noisetier à long bec, l'érable à épis et l'érable de Pennsylvanie. Quant à la strate herbacée, on y retrouve en petit nombre la clintonie boréale, la dryoptère spinuleuse et la savoyane.